# Grand Chess Tour
Die Grand Chess Tour (GCT) ist eine seit 2015 jährlich (mit Ausnahme des Coronapandemiejahres 2020) stattfindende Serie von Schachturnieren.

## Geschichte
Die Grand Chess Tour wurde am 24. April 2015 im Saint Louis Chess Club in St. Louis, Missouri, vor dem Wettkampf zweier Spitzenschachspieler, Garri Kasparow gegen Nigel Short, angekündigt. Die Tour wurde entwickelt, um den Wettkampf im Schach zu fördern, indem alle Spitzenspieler und der Weltmeister Magnus Carlsen an einem einzigen Turnier teilnehmen. Durch die Kombination mehrerer etablierter Turniere sollte die Grand Chess Tour einen großen Preispool schaffen, der sowohl für die Spieler als auch für die Medien attraktiv sein sollte.
Die erste Grand Chess Tour fand in drei Turnieren statt, dem Norway Chess, dem Sinquefield Cup und dem London Chess Classic, wobei jedes Turnier der Grand Chess Tour denselben Preisfonds, dieselbe Struktur und dieselben Zeitkontrollen aufwies. Der Gesamtpreispool für die erste Grand Chess Tour betrug 1.050.000 US-$, mit 300.000 US-$ für jedes Turnier und einem Preisgeld von 150.000 US-$ für die drei besten Spieler der gesamten Tour.
Im Jahr 2015 nahmen neun „Standard“-Spieler an jedem Turnier der Grand Chess Tour teil, wobei ein zehnter Wildcard-Spieler vom Organisationskomitee jeder einzelnen Veranstaltung ausgewählt wurde. Im Jahr 2016 waren es acht Standardspieler und zwei Wildcards pro Veranstaltung. Die Spieler erhalten Tour-Punkte auf der Grundlage ihrer Leistung bei jedem Event. Die drei besten Spieler, die über alle Veranstaltungen hinweg die meisten Tour-Punkte sammeln, erhalten ein zusätzliches Preisgeld aus dem Preisfonds der Grand Chess Tour und werden automatisch zur Grand Chess Tour des folgenden Jahres eingeladen. Wildcard-Spieler erhalten Tour-Punkte für alle Turniere, an denen sie teilnehmen.

## Bisherige Sieger
Die folgende Tabelle bietet einen Überblick über die Sieger der Grand Chess Tour sowie über die Gewinner der einzelnen Turniere, die Bestandteil der Tour waren. 2018 und 2019 spielten die vier punktbesten Spieler ein Finale in London um den Toursieg, in den anderen Jahren gewann der Punktbeste direkt.
| Jahr | Sieger           | Sinquefield Cup                              | St. Louis        | Paris                  | Leuven                 | London Chess Classic   | Sonstige                                                         | Finale          |
| ---- | ---------------- | -------------------------------------------- | ---------------- | ---------------------- | ---------------------- | ---------------------- | ---------------------------------------------------------------- | --------------- |
| 2015 | Magnus Carlsen   | Lewon Aronjan                                | –                | –                      | –                      | Magnus Carlsen         | Wesselin Topalow (Norway Chess)                                  | –               |
| 2016 | Wesley So        | Wesley So                                    | –                | Hikaru Nakamura        | Magnus Carlsen         | Wesley So              | –                                                                | –               |
| 2017 | Magnus Carlsen   | Maxime Vachier-Lagrave                       | Lewon Aronjan    | Magnus Carlsen         | Magnus Carlsen         | Fabiano Caruana        | –                                                                | –               |
| 2018 | Hikaru Nakamura  | Fabiano Caruana Lewon Aronjan Magnus Carlsen | –                | Hikaru Nakamura        | Hikaru Nakamura        | –                      | –                                                                | London          |
| 2018 | Hikaru Nakamura  | Fabiano Caruana Lewon Aronjan Magnus Carlsen | –                | Hikaru Nakamura        | Hikaru Nakamura        | –                      | –                                                                | Hikaru Nakamura |
| 2019 | Ding Liren       | Ding Liren                                   | Lewon Aronjan    | Maxime Vachier-Lagrave | Zagreb                 | Bukarest               | Magnus Carlsen (Cote d'Ivoire) Magnus Carlsen (Tata Steel India) | Ding Liren      |
| 2019 | Ding Liren       | Ding Liren                                   | Lewon Aronjan    | Maxime Vachier-Lagrave | Magnus Carlsen         | Lewon Aronjan          | Magnus Carlsen (Cote d'Ivoire) Magnus Carlsen (Tata Steel India) | Ding Liren      |
| 2021 | Wesley So        | Maxime Vachier-Lagrave                       | Hikaru Nakamura  | Wesley So              | Maxime Vachier-Lagrave | Şəhriyar Məmmədyarov   | –                                                                | –               |
| 2022 | Alireza Firouzja | Alireza Firouzja                             | Alireza Firouzja | Warschau               | Magnus Carlsen         | Maxime Vachier-Lagrave | –                                                                | –               |
| 2022 | Alireza Firouzja | Alireza Firouzja                             | Alireza Firouzja | Jan-Krzysztof Duda     | Magnus Carlsen         | Maxime Vachier-Lagrave | –                                                                | –               |
| 2023 | Fabiano Caruana  | Fabiano Caruana                              | Fabiano Caruana  | Magnus Carlsen         | Magnus Carlsen         | Fabiano Caruana        | –                                                                | –               |
| 2024 | Alireza Firouzja | Alireza Firouzja                             | Alireza Firouzja | Magnus Carlsen         | Fabiano Caruana        | Fabiano Caruana        | –                                                                | –               |
| 2025 |                  |                                              | Lewon Aronjan    | Wladimir Fedossejew    | Magnus Carlsen         | R. Praggnanandhaa      | –                                                                | São Paulo       |
| 2025 |                  |                                              | Lewon Aronjan    | Wladimir Fedossejew    | Magnus Carlsen         | R. Praggnanandhaa      | –                                                                |                 |